# خدایان (فیلم ۲۰۱۴)
خدایان (لهستانی: Bogowie) یک فیلم درام زندگی‌نامه‌ای لهستانی به کارگردانی ووکاش پالکوفسکی است.

## داستان
داستان این فیلم در دهه ۱۹۸۰ و در لهستان اتفاق می‌افتد. زبیگنیف رلیگا، جراح قلب لهستانی که در ابتدای دوران فعالیت حرفه‌ای خود قرار دارد با کمک تیمی از پزشکان موفق می‌شود برای اولین بار پیوند قلب انسان در کشورش را رهبری کند. این فیلم ۱۹ بار برنده جایزه و ۹ بار نامزد جایزه از انجمن فیلم‌سازان منتقد لهستان، جشنواره فیلم لهستان و… شده‌است.

## بازیگران
- توماش کت
- آرکادیوش یانیچک
- یان انگلرت
- ووادیسواف کووالسکی
- زبیگنیف زاماخوفسکی
- ماریان اوپانیا
- کینگا پرایس
- ریشارد کوتیس
- دیوید پرایس
- رافائو زاویروخا
- میلنا سوشینسکا
- پیوتر گوئوواتسکی
- ماگدالنا لامپارسکا
- سزاری کوشینسکی
- ماگدالنا چروینسکا
- مارتا شچیسوویچ
- ایزابلا دونبروفسکا
- کارولینا پیخوتا
- کشیشتف یانچار
- مارِک شودیم
- لِـشِک زدونی
- وویچیخ سولاش
- مارتا دامبروفسکا
- آرتور جورمان
- شیمون پیوتر وارشافسکی